# Loimaa församling
Loimaa församling (finska: Loimaan seurakunta) är en evangelisk-luthersk församling i Loimaa i landskapet Egentliga Finland. Församlingen hör till Åbo ärkestift och Pemar prosteri och har cirka 12 500 medlemmar (2021) och 30 anställda. Församlingens verksamhet sker i huvudsakligen på finska.
Riku Laukkanen är församlingens kyrkoherde. Loimaa församlings huvudkyrka är Egentliga Loimaa kyrka (finska: Kanta-Loimaan kirkko) från 1837.

## Historia
Loimijoki (Loimaa) kyrksocken kan dateras till de allra första åren av 1420-talet. Åtminstone fanns den 1425 även om de första omnämnandena är från senare tid. Samtidigt grundades Loimijoki förvaltningssocken.
Namnet Loimaa församling togs i bruk i början av 2005 när Egentliga Loimaa församling och Loimaa stadsförsamling slogs ihop. Då sammanfördes också Loimaa kommun och Loimaa stad. År 2009 blev också Alastaro och Mellilä församlingar en del av Loimaa församling som kapellförsamlingar på grund av nya kommunsammanslagningar i Loimaa.

## Kyrkor
Listan över kyrkor i Loimaa församling:
- Egentliga Loimaa kyrka
- Alastaro kyrka
- Loimaa stadskyrka
- Mellilä kyrka
- Metsämaa kyrka
- Virttaa kyrka